# Expositorium canonicale

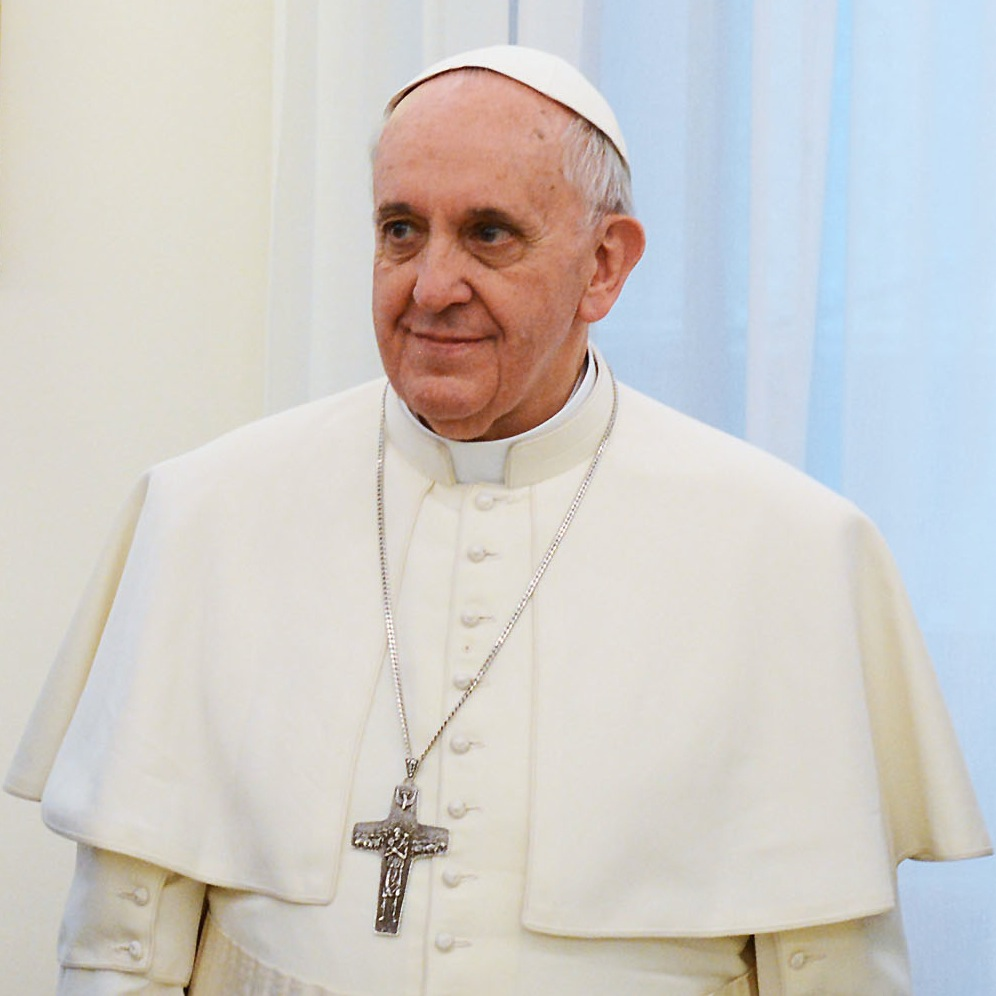
Papež František v papežské klerice s expositoriem, které je její tradiční součástí.

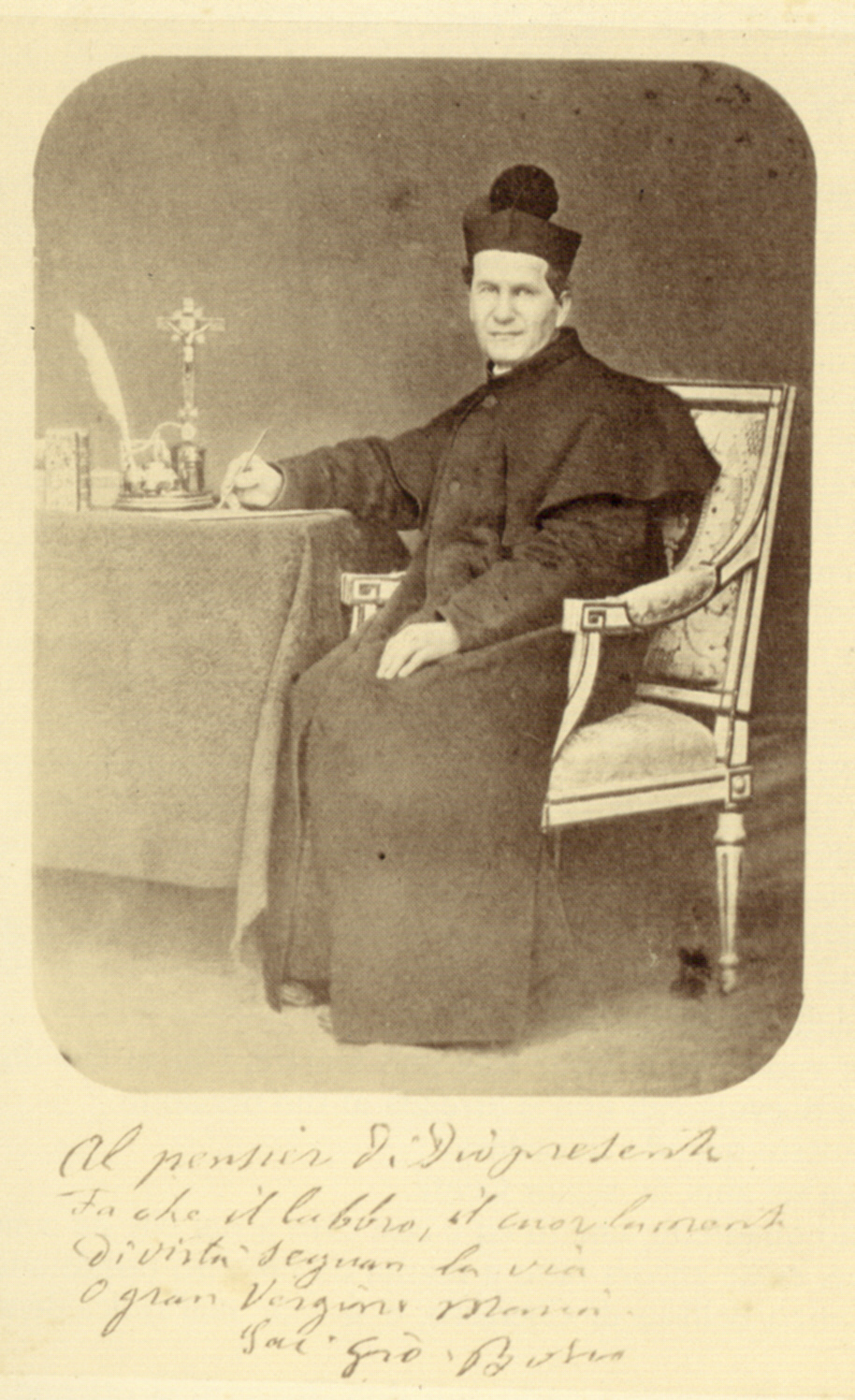
Sv. Jan Bosco v klerice opatřené expositoriem.

Expositorium canonicale (zkráceně latinsky expositorium či expozitorium; varianta názvu: collare canonicorum, limbus, collare maius; zkratka E.C.) je límec – krátký pláštík kleriky (taláru) římskokatolického kněze, který splývá v šíři asi 25–30 cm od krku po ramenou (canonicum de collo in humeros propendens ac expositum). Je symbolem trvalého úřadu, nikoliv prosté administrace.

## Užití
V Římě nosí expositoria (zvaná italsky pellerina) římští faráři. Nosí se jen na klerice černé barvy, nikoliv na klerikách fialových nebo červených, které jsou vyhrazeny pro chórovou modlitbu. Ti však z kardinálů a biskupů, kteří jsou řeholníky, užívají expositoria i na klerikách barvy svého řádu (v. habitus). Také papež nosí expozitorium na klerice bílé barvy. Protože expositorium je spojeno s úřadem, emeritní papež jej na klerice nenosí.
|       |          |        |      |
| Papež | Kardinál | Biskup | Kněz |

## Právo expositoria
Expositorium na klerice může nosit podle práva kněz, jemuž ho diecézní biskup nebo příslušný církevní představený udělil. Privilegium expositoria bývá zpravidla udělováno starším farářům. Podle požadavků kladených na kněžstvo po Tridentském koncilu je expositorium výrazem poslušnosti biskupovi a začlenění do hierarchického uspořádání církve. Udělení tohoto vyznamenání se vždy zároveň pojilo s právem synodálií, které ovšem mohly být udělovány samostatně.

## České země
V českých zemích bylo původně odznakem kanovníků, členů katedrálních i kolegiátních kapitul (odtud pochází v názvu latinské adjektivum canonicale) a později se udělovalo jako čestný odznak kněžím, kteří měli nějakou hodnost nebo úřad v diecézi. S některými hodnostmi nebo úřady bylo spojeno právo nosit expositorium, např. právo přísluší konzistorním radům, skutečným i čestným doktorům teologie, představeným kněžského semináře, pražským farářům (od roku 1775 z výsady arcibiskupa Antonína Petra Příchovského) apod. podle předpisů platných v jednotlivých diecézích.